# Ammalo ramsdeni
Ammalo ramsdeni là một loài bướm đêm thuộc phân họ Arctiinae, họ Erebidae.